# 세니갈리아

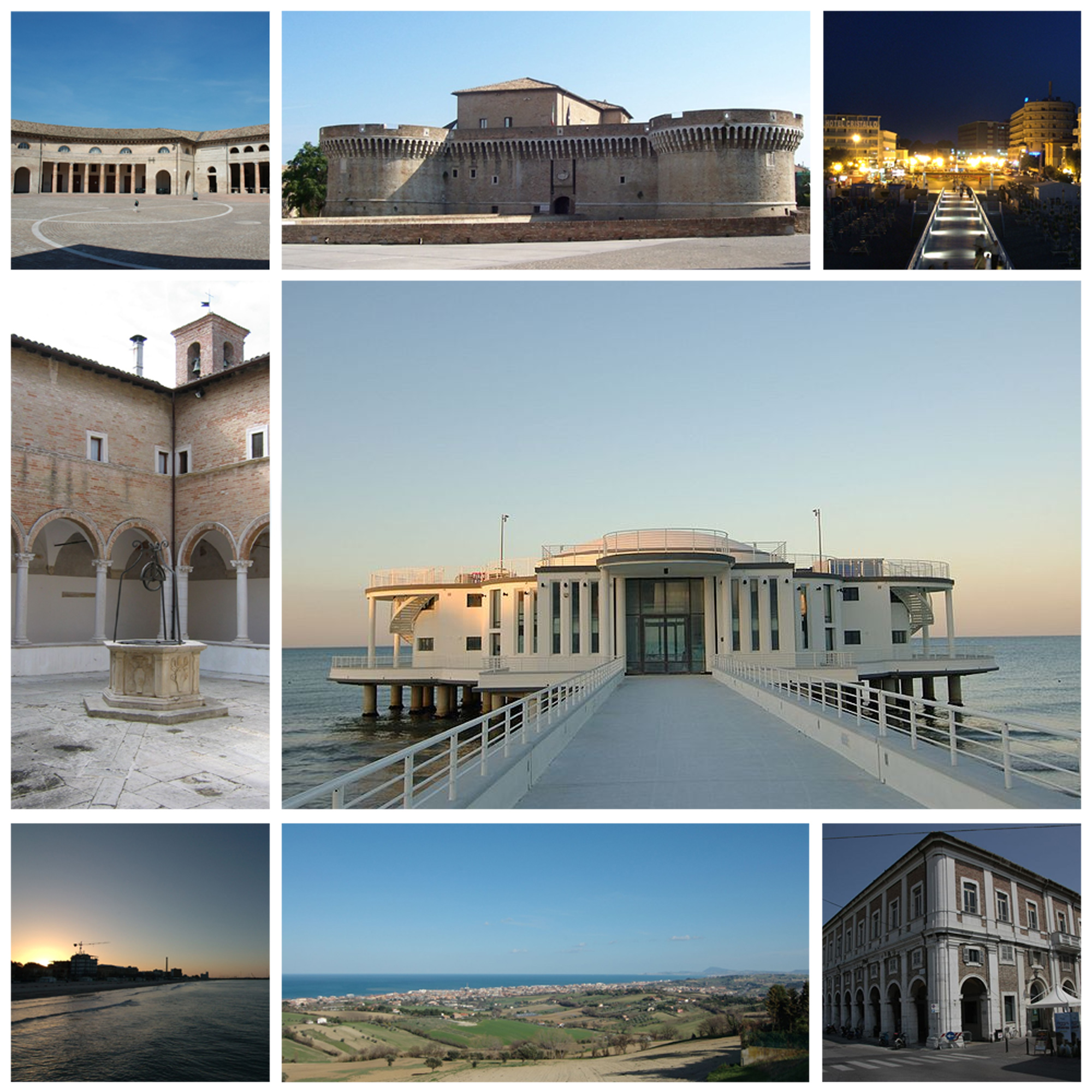
세니갈리아

세니갈리아(이탈리아어: Senigallia)는 이탈리아 마르케주 안코나도에 위치한 코무네로 면적은 115km2, 높이는 3m, 인구는 44,498명(2009년 2월 28일 기준), 인구 밀도는 390명/km2이다.
아드리아해 연안과 접한 도시로서 기원전 4세기부터 마을이 형성되었다. 이스트라반도에서 생산된 대리석으로 만든 건축물로 유명한 곳이다.